# Sant Feliu de Vallcarca
Sant Feliu de Vallcarca o Sant Feliuet, de Vallcàrquera o de Vallcàrcara, és una església romànica del municipi de Sant Llorenç Savall (Vallès Occidental) protegida com a bé cultural d'interès local. S'hi celebren tradicionalment dues trobades l'any, una el dilluns de Pasqua de Pentecosta i l'altra el tercer diumenge de Setembre.

## Descripció
Església romànica d'una nau amb dues capelles laterals afegides formant creuer. La nau no conserva la coberta original, actualment té una volta de canó amb llunetes A la banda nord hi ha una habitació al costat de l'absis que és la sagristia. L'absis és semicircular i hi ha dues absidioles, una al mur sud, prop de l'absis, i l'altre al mur nord, al centre de la nau. Al mur de ponent hi ha la façana original amb una porta tapiada i una finestra convertida en ull de bou; en aquesta façana, a la part superior, hi ha un campanar d'espadanya de dos ulls. La porta actual s'obre al mur sud. Els murs estan arrebossats però es pot veure que el parament és de fileres de pedres no gaire regulars i carreus als angles. A la zona exterior de l'absis es conserven dues faixes llombardes sobre un sòcol, però les arcuacions superiors no s'han conservat perquè es va sobrealçar la coberta. Es tracta d'un edifici molt modificat en època moderna, si bé conserva alguns dels elements constructius del període romànic.

## Història
L'església de Sant Feliu de Vallcarca es troba documentada des del 1053. Ja en aquest document, i en altres posteriors, és mencionada com a parròquia però aquesta categoria la perd al segle xvi, quan esdevingué sufragània de la parròquia de Sant Llorenç Savall. Centrava una població d'hàbitat dispers, denominada Vallcàrquera, actualment molt despoblada.
S'hi venera una imatge de la Mare de Déu de l'Ajuda, desapareguda el 1936, que fou reposada el 1954. Ara és oberta novament al culte, encara que només en algunes festes, i està a cura del propietari de la Masia Armengol.
Durant els anys 50 del segle XX es va fer una restauració amb l'objectiu de recuperar l'aspecte original de l'església.